# أوتو هيلدبراند
أوتو هيلدبراند (بالألمانية: Otto Hildebrand)‏ هو عالم أمراض وجراح ألماني، ولد في 15 نوفمبر 1858 في برن في سويسرا، وتوفي في 18 أكتوبر 1927 في برلين في ألمانيا.